# Endeide
En la mitología griega, Endeide o Endéis (Ενδηίς / Endēís;  Ενδαίς / Endaís) era una hija de Escirón, rey de Mégara, y de Cariclo, hija de Cicreo, rey de Salamina. El nombre de Endéis parece ser una variante por Engeo (Ἐγγαῖος, esto es, «en la tierra»). Otros imaginan a Endeide simplemente como hija de Quirón. Sea como fuere Endeide fue la esposa escogida por Éaco de Egina y ella le dio dos hijos: Peleo (padre de Aquiles) y Telamón (padre de Áyax Telamónida). Ferecides, en cambio, dice de Telamón que era amigo y no hermano de Peleo, e hijo de Acteo y Glauce, hija de Cicreo. Cuando Telamón y Peleo llevaron a Foco a un certamen del pentatlón y le tocó a Peleo lanzar la piedra —tenían ésta en lugar de un disco— alcanzó adrede a Foco. Con esto complacían a su madre, pues Foco no era de la misma madre, sino de una hermana de Tetis, Psámate.
Graves asocia a Endéis con la jibia. Conjetura que Peleo («barroso») puede haber llegado a ser el título del rey sagrado después de ser ungido con sepia, puesto que se lo llama hijo de Endéis, «la enredadora», sinónimo de la jibia.